# Ibis (Ovidi)
Ibis és un poema injuriós escrit pel poeta romà Ovidi durant els seus anys a l'exili a la vora del mar Negre a causa d'una ofensa contra August. És "un raig continu d'insults violents però extremadament erudits", basat en un poema perdut del poeta grec alexandrí Cal·límac.

## Subjecte del poema
| «                                                  | L'Ibis d'Ovidi és un producte altament artificial i de circumstància, cosa que fa que no sigui una lectura fàcil. Però és interessant, entre altres coses, perquè il·lustra la propensió de l'autor a moure's en més d'un pla de realitat. El poema conté elements de tres maneres diferents de reaccionar al mateix ultratge; d'aquests, el primer podria dir-se realista, el segon romàntic, i el tercer grotesc. | » |
| — Hermann Fränkel, Ovid: A Poet between Two Worlds | |   |

La víctima dels insults del poeta es desconeix, ja que fa servir el pseudònim "Ibis", i no s'ha arribat a cap consens sobre a qui podria referir-se el pseudònim. Tit Labiè, Caninius Rebilus, l'amic d'Ovidi Sabí i l'emperador August han estat proposats, com també el fet que "Ibis" podria referir-se a més d'una persona,:185 ningú, o fins i tot la mateixa poesia d'Ovidi.
Basant-se en el saber enciclopèdic que havia demostrat a Les Metamorfosis i les seves altres obres — presumiblement de memòria, ja que suposadament tenia uns pocs llibres a l'exili — Ovidi amenaça el seu enemic en la segona secció del poema (versos 251–638) amb "tota mena de destins cruels i incompatibles" que van ocórrer a diverses figures mítiques i històriques. Ovidi també diu en la descàrrega inicial que fins i tot si mor en l'exili, el seu fantasma s'aixecarà i esgarrarà la carn d'Ibis.:129

## Estructura i estil
El poema de 644 versos, com totes les obres que ens han arribat d'Ovidi excepte Les Metamorfosis, està escrit en dístics elegíacs. És així un exemple poc usual, però no únic, de poesia invectiva en l'antiguitat escrita de forma elegíaca, més que de maneres més comunes com iambe o hendecasíl·labs.:184 La naturalesa encantadora de les malediccions a Ibis ha portat a comparacions amb les tauletes de maledicció (defixiones), tot i que les d'Ovidi són literàriament elaborades.

## Posteritat
Ibis va atraure un gran nombre d'escolis i va ser disseminat i referenciat àmpliament en la literatura renaixentista. En la seva traducció anotada (1577), Thomas Underdowne va trobar a Ibis un repertori de "tota mena de perversions castigades, totes les ofenses corregides, i totes les malifetes venjades.":131 Un traductor anglès va remarcar que "anotar cadascuna de les al·lusions dins d'aquest poema seria prou per omplir un petit volum."

## Textos en línia i traduccions
L'editio princeps de les obres completes d'Ovidi, incloent-hi Ibis, es va publicar el 1471 a Itàlia. Hi ha versions a la xarxa en llatí i traduccions de les obres en anglès.

### Llatí
- A.E Housman, P. Ovidi Nasonis Ibis, in J.P. Postgate (ed.) Corpus Poetarum Latinorum, London 1894. (Not online, but worth mentioning perhaps!)
- R. Ellis, P. Ovidii Nasonis Ibis, Oxford Classical Text, 1881.
- A. Riese, P. Ovidii Nasonis Carmina, vol. 3, 1899.

### Traduccions en anglès
- Henry Thomas Riley, "The Invective Against the Ibis," prose, 1885.
- A. S. Kline, "Ovid - Ibis," Poetry in Translation, 2003